# Culex mongiro
Culex mongiro är en tvåvingeart som beskrevs av Someren 1951. Culex mongiro ingår i släktet Culex och familjen stickmyggor.
Artens utbredningsområde är Uganda. Inga underarter finns listade i Catalogue of Life.